# Tecoloteplán
Tecoloteplán är en ort i Mexiko.   Den ligger i kommunen Omealca och delstaten Veracruz, i den sydöstra delen av landet, 260 km öster om huvudstaden Mexico City. Tecoloteplán ligger 429 meter över havet och antalet invånare är 446.
Terrängen runt Tecoloteplán är varierad. Runt Tecoloteplán är det ganska tätbefolkat, med 100 invånare per kvadratkilometer. Närmaste större samhälle är Cuitláhuac, 11,7 km nordost om Tecoloteplán. I omgivningarna runt Tecoloteplán växer i huvudsak städsegrön lövskog.